# Kościeleczki
Kościeleczki is een plaats in het Poolse district  Malborski, woiwodschap Pommeren. De plaats maakt deel uit van de gemeente Malbork en telt 260 inwoners.